# Tim Armstrong
Tim Armstrong (Timothy Ross Armstrong) (Berkeley, 1965. november 25. –), amerikai Grammy-díjas énekes, dalszerző, színész, filmes. Jellegzetesen rekedt, erőteljes előadásmódjáról ismert, a Rancid punkzenekar és a Trans hip-hop együttes énekese, gitárosa.

## Pályafutása
Két fiútestvére van: Jeff és Greg. Hat éves korában Matt Freemannel – aki osztálytársa volt – 1985-ben együttest alapított. Sok demót csináltak. 1987-ben megalakult az Operation Ivy együttes. A Downfall volt a következő együttes. Ebben Tim Armstrong lett az énekes. Három hónap múlva a Maximumrocknrollon közzétették első saját szerzeményüket. A csapat később feloszlott. A kudarcok miatt depressziós lett, inni kezdett és  hajléktalan lett. De később elkezdett dalokat írni, és ezek megjelentek első albumukon. Az új együttesük neve Rancid lett.
2007-ben Tim Armstrong kiadta első szólólemezét (A poet's life).
1999-ben a Transplants együttes született meg. és 2002-ben kiadták a Transplants című lemezt, három évre rá pedig  a Haunted Cities. 2013-ban jelent meg az In a Warzone.
Több neves előadóval dolgoztak együtt. Társszerzőjük volt például Pink is, vagy  Gwen Stefani.

## Albumok
- 2007: A Poet's Life
- 2010: Tauwhare
- 2012: Tim Timebomb's Rocknroll Theater

## Díjak
- 2012: Grammy-díj a Rebirth c. albumért.

## Filmek
Tim Armstrong az IMDb-n

## További információ
- Hivatalos oldal
- Tim Armstrong a Facebookon
- Tim Armstrong az Internet Movie Database-ben (angolul)
- Tim Armstrong a Rotten Tomatoeson (angolul)